# Câu (hành động)

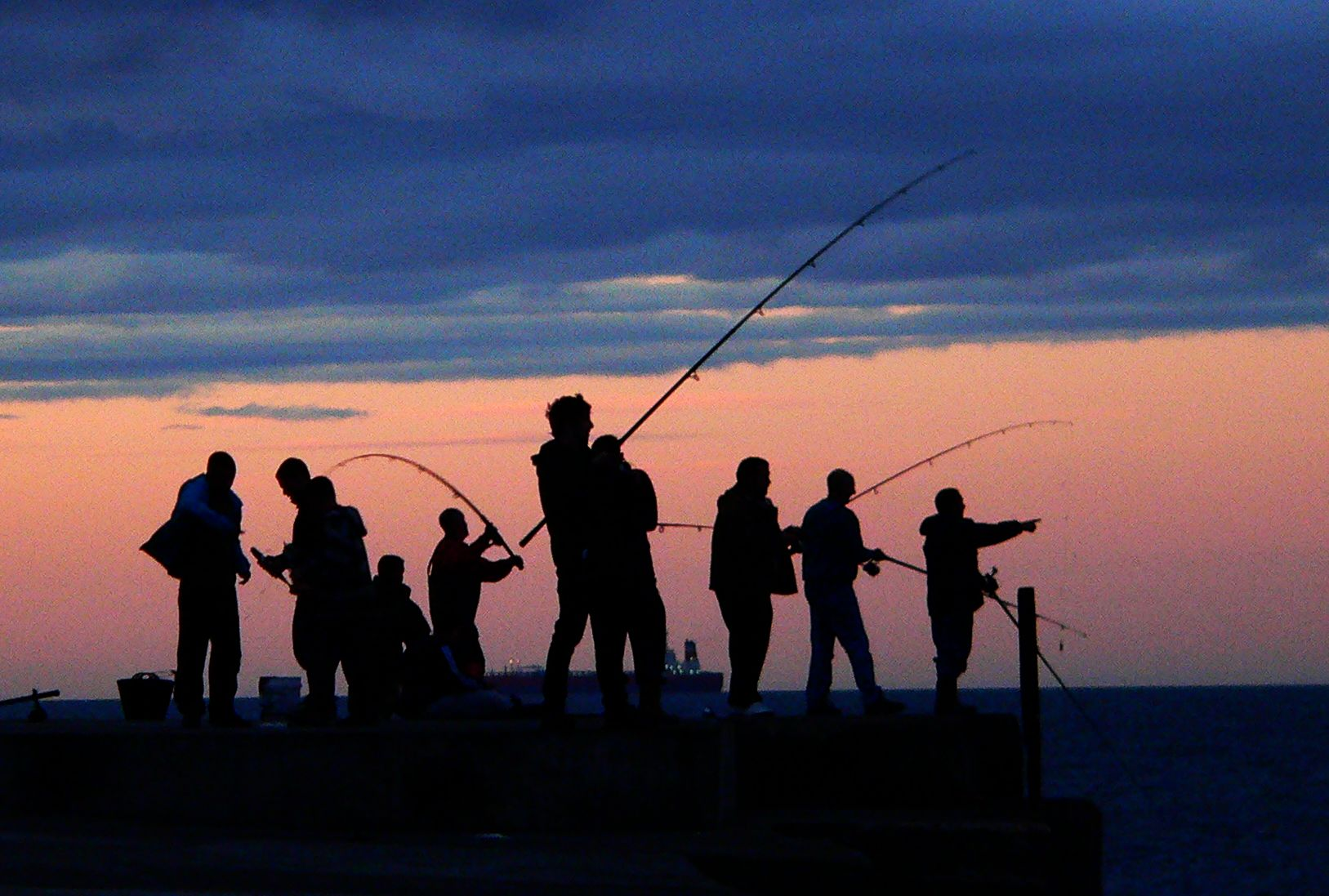
Câu cá

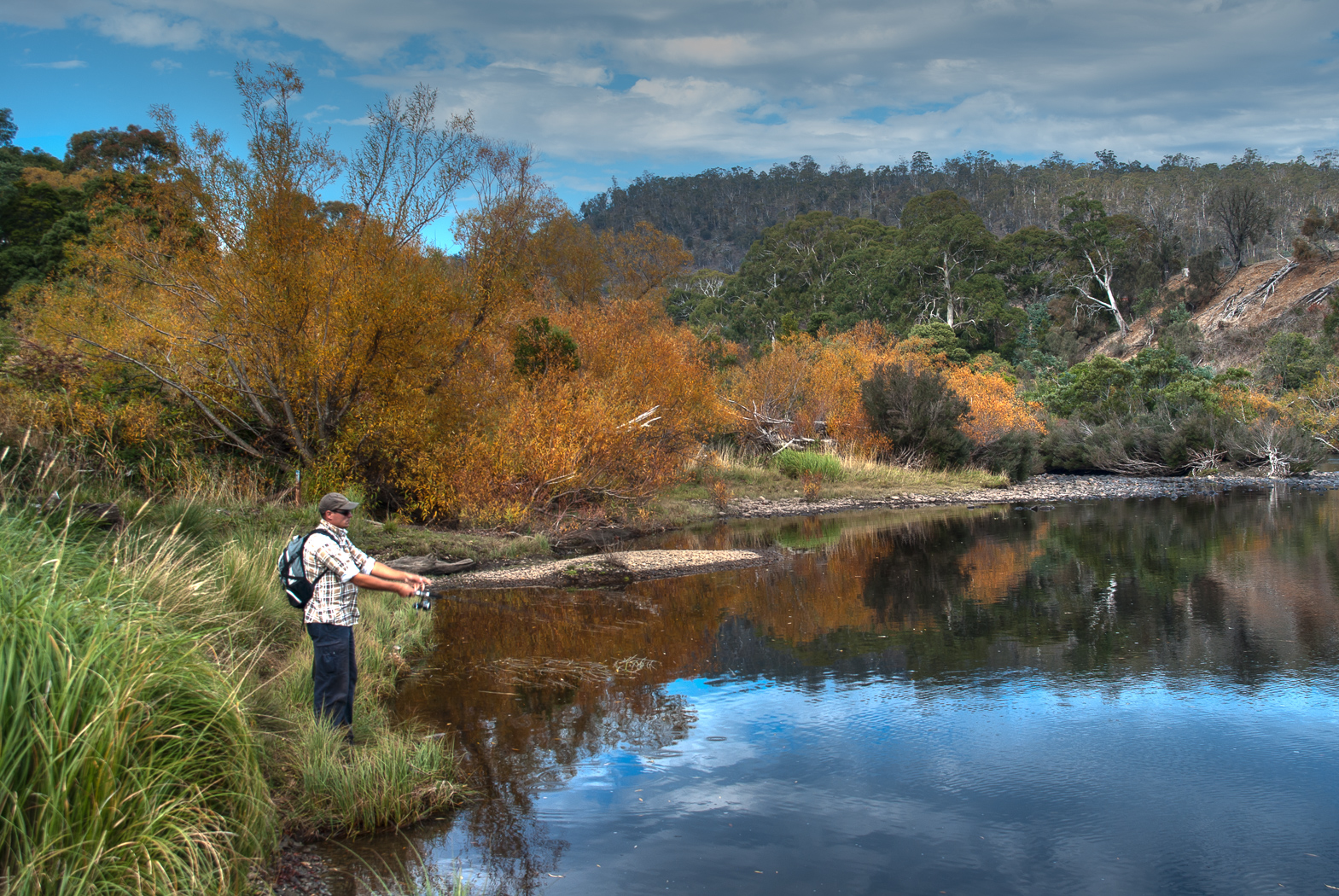
Câu cá ở Úc

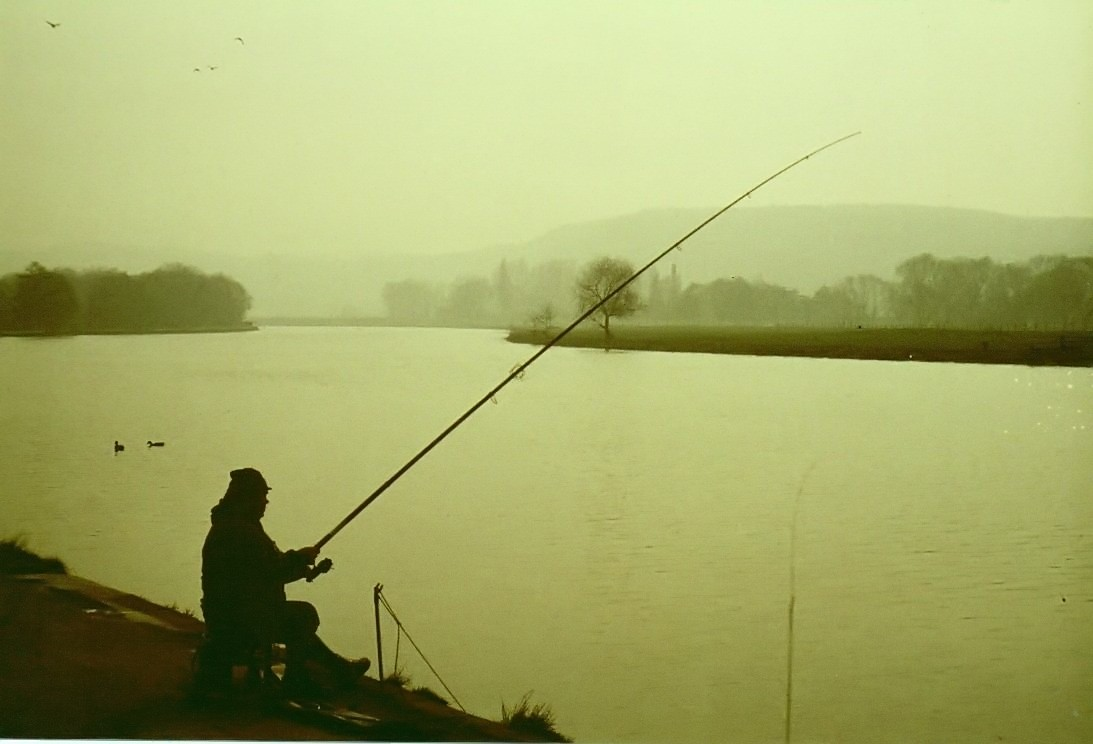
Một người đang câu cá

Câu là từ dùng chỉ hành động đánh bắt các loài động vật sống dưới nước bằng lưỡi câu với hiệu suất không cao. Ở Việt Nam "câu" thường hiểu là "câu cá".Câu có thể mang tính giải trí hoặc mang tính kinh tế. Người làm nghề câu hoặc đánh bắt cá gọi là ngư dân. Làng chuyên làm nghề câu hoặc đánh bắt cá gọi là làng chài.

## Dụng cụ
Câu thường sử dụng dụng cụ là cần câu. Một cần câu bình thường bao gồm:
1. Cần câu
2. Dây câu
3. Phao
4. Thẻo câu
5. Lưỡi câu, để móc mồi câu vào

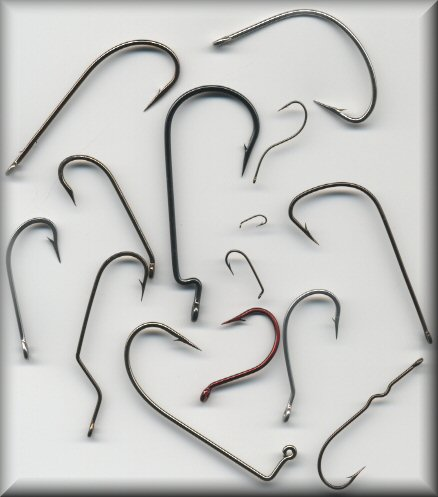
Lưỡi câu cơ bản
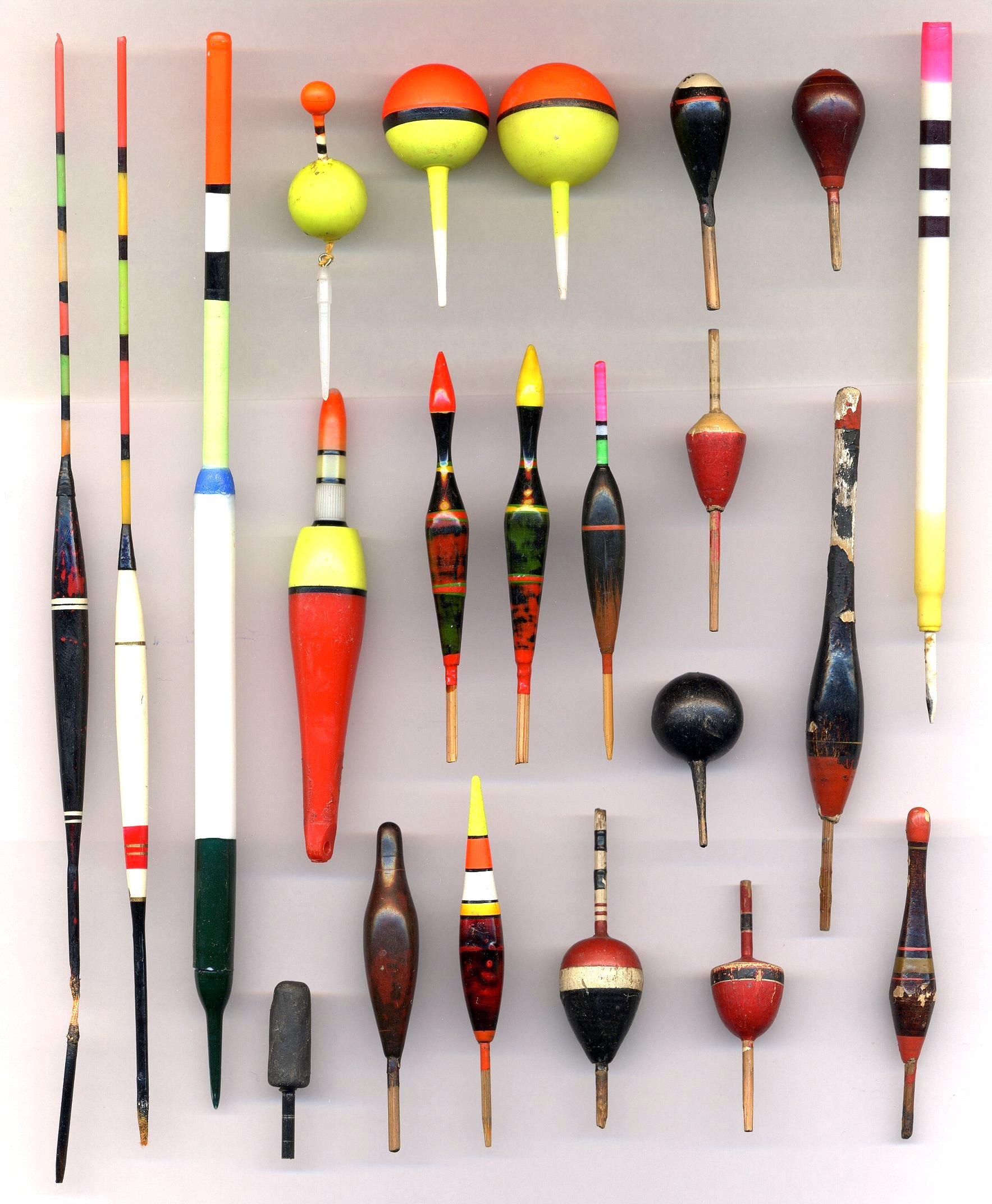
Các loại phao dùng câu cá

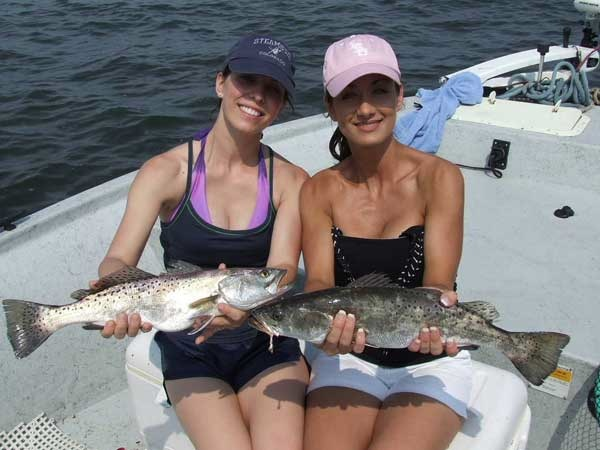
Câu cá ở Mỹ

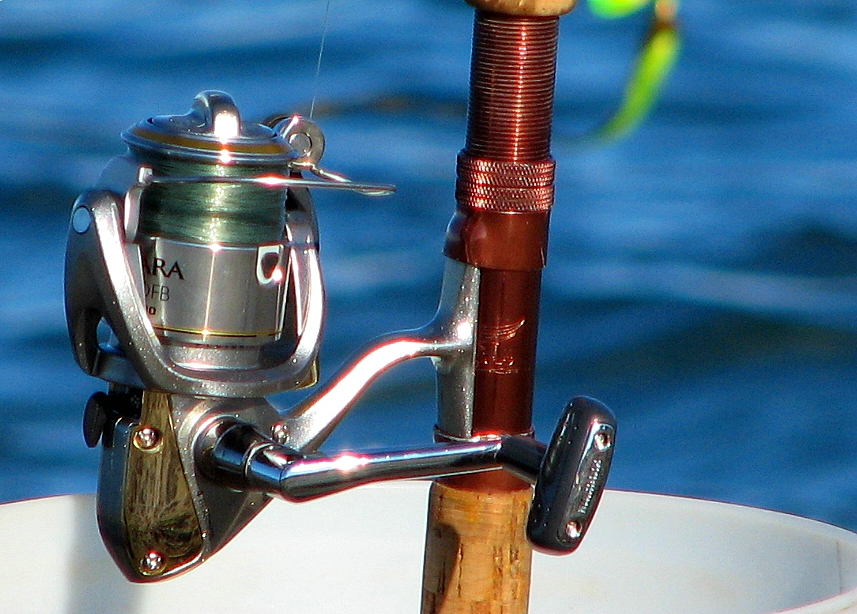
Tay quay của một cần câu

## Mồi câu

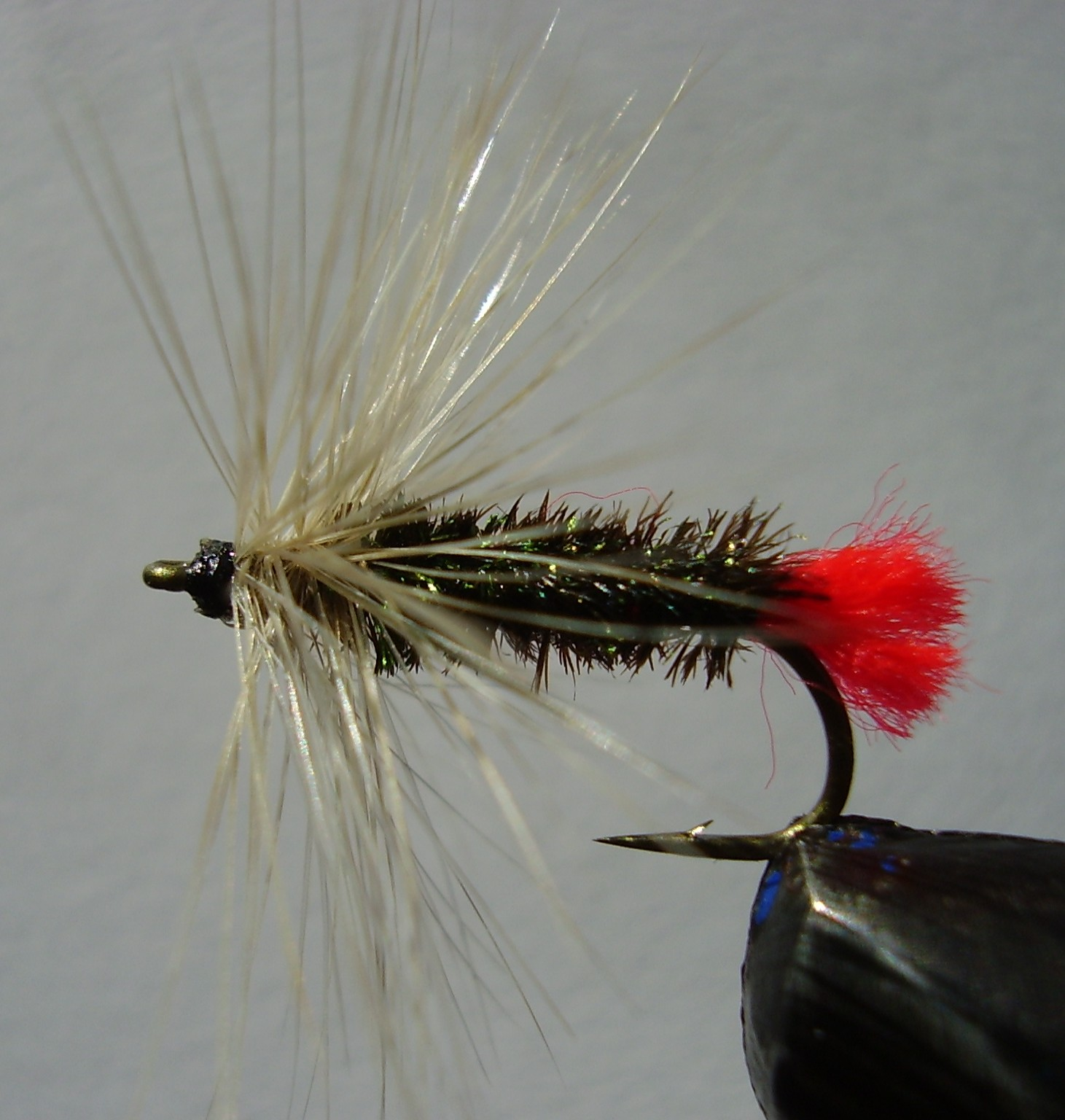
Một cái mồi giả

Mồi câu có tác dụng thu hút và dụ con mồi mắc câu. Có nhiều loại mồi như:
- Mồi sống: giun, dế, thịt tôm,....
- Mồi nhân tạo: bán thành dạng bột đóng gói, khi sử dụng cần nhào với nước[1]
- Mồi giả: Do Julio T Buel sáng chế và được cấp bằng sáng chế vào năm 1852 không ăn được, chỉ có tác dụng thu hút cá, làm từ nhiều chất liệu,...[2]

...

## Câu cá giải trí

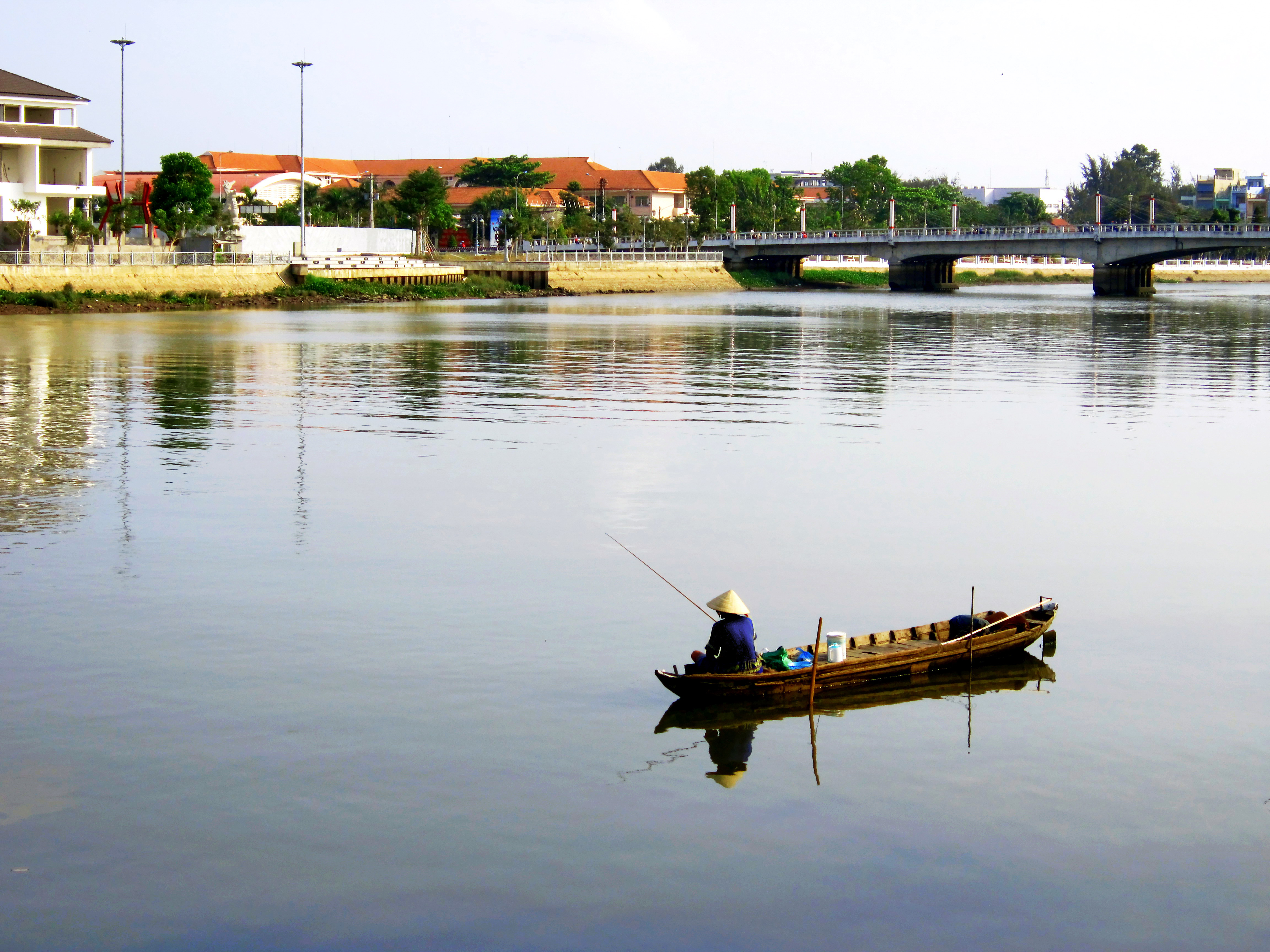
Câu cá trên sông Long Xuyên

Đây là một loại hình hoạt động thể thao, thư giãn giúp người tương tác với nó có thể giải phóng những áp lục công việc ngày thường. Ngoài ra người câu cá còn có thể rèn luyện sự tập trung, kiên nhẫn. Câu cá giải trí có thể chia ra hai loại hình chính như sau: câu cá không chuyên và câu cá chuyên nghiệp.
Câu cá không chuyên là đối với những người chỉ thích sự thoải mái của thiên nhiên đồng quê, sự yên tĩnh sau những ngày áp lực nặng nề, vui vẻ sum họp gia đình.
Còn câu cá chuyên nghiệp thì đó là những người có niềm đam mê trong lĩnh vực câu cá, những người có thể bỏ hàng giờ nhìn vào cần câu mà đợi cá đớp mồi. Với họ có thể nói câu cá là thú vui lớn nhất không thể thiếu hàng ngày.